# Исидор (Кириченко)
Митрополи́т Иси́дор (в миру Николай Васильевич Кириченко; 25 мая 1941, Веймарн, Ленинградская область — 8 августа 2020, Краснодар) — епископ Русской православной церкви. Митрополит Екатеринодарский и Кубанский (1987—2020). Председатель Церковного суда Русской православной церкви (26 июня 2008 — 8 августа 2020).

## Биография
Родился 25 мая 1941 года в посёлке Веймарн Кингисеппского района Ленинградской области. Отец — Василий Николаевич, мать — Александра Ивановна. На Украине, откуда были родом родители, в городе Лебедине Сумской области служил дядя, протоиерей Илия. После окончания школы Николай Кириченко год провел у дяди, исполняя обязанности алтарника и пономаря в Воскресенском храме, а весной 1959 года написал прошение в тогда Ленинградскую духовную семинарию.
По воспоминаниям Елены Гунядевой, «Он был замечательным человеком, скромным, почтительным, организованным и стремящимся всегда делать добро. Даже выражение его лица говорило об этом, оно было будто бы просветлённым. Помню, Коля Кириченко невероятно нежно относился к своей матери — он был примером того, как надлежит почитать своих родителей».
В 1963 году по окончании семинарии поступил в Ленинградскую духовную академию, которую окончил в 1967 году.
3 января 1967 года митрополитом Ленинградским и Ладожским Никодимом (Ротовым) в Крестовой церкви при митрополичьих покоях пострижен в монашество с именем Исидор в честь священномученика Исидора, пресвитера Юрьевского, а 5 февраля рукоположён во иеродиакона в Александро-Невском храме Красносельского района города Ленинграда. 7 апреля 1967 года рукоположён во иеромонаха и назначен настоятелем Крестовоздвиженской церкви села Ополье Ленинградской области.
С 12 марта 1970 по 20 апреля 1971 года служил настоятелем Покровской церкви села Козья Гора.
С 20 апреля 1971 по сентябрь 1975 года служил священником в Георгиевской церкви города Старая Русса Новгородской области.
К празднику Святой Пасхи 1973 года возведён в сан игумена.
С 1 сентября 1975 года назначен преподавателем богослужебной практики в Ленинградской духовной академии, а также благочинным академического храма святого апостола Иоанна Богослова.
В августе 1976 года в составе паломнической группы Русской православной церкви посетил Грецию и Святую Гору Афон.

### Архиерейство
11 июня 1977 года постановлением Священного синода определено быть епископом Архангельским и Холмогорским. 12 июня возведён в сан архимандрита. 18 июня 1977 года в Иоанно-Богословском храме Ленинградской духовной академии состоялось наречение, а 19 июня в том же храме за Божественной литургией — архиерейская хиротония, которую возглавил митрополит Ленинградский и Новгородский Никодим. Ему сослужили митрополит Крутицкий и Коломенский Ювеналий (Поярков), архиепископ Пензенский и Саранский Мелхиседек (Лебедев); епископы Тихвинский Мелитон (Соловьёв), Серпуховский Ириней (Середний), Ставропольский и Бакинский Антоний (Завгородний), Выборгский Кирилл (Гундяев).
25 апреля — 5 мая 1978 года — с паломнической группой Русской православной церкви посетил Святую землю.
С 26 июня 1985 года именуется «Архангельский и Мурманский».
Поскольку в епархию входили три административные единицы, то и уполномоченных по делам религий было три, а не один, как у других архиереев. Удалось построить храм в селе Ширша под Архангельском и Никольский храм в Мурманске.
12 мая 1987 года назначен епископом Краснодарским и Кубанским.
10 марта 1989 года возведён в сан архиепископа.
С 26 февраля 1994 года именуется «Краснодарский и Новороссийский».
22 февраля 2001 года «во внимание к усердному служению Церкви Божией» возведён в сан митрополита.
С 3 апреля того же года именуется «Екатеринодарский и Кубанский».
С 26 декабря 2002 по 7 мая 2003 года временно управлял Ставропольской и Владикавказской епархией в связи с продолжительной болезнью митрополита Ставропольского Гедеона (Докукина).
27 марта 2007 года назначен ректором Екатеринодарской духовной семинарии.
26 июня 2008 года Архиерейским собором РПЦ был избран председателем новоучреждённого Церковного суда сроком на четыре года.
27 июля 2009 года решением Священного синода включён в состав Межсоборного присутствия Русской православной церкви.
27 июля 2011 года был освобождён от обязанностей ректора Екатеринодарской духовной семинарии.
Не вошёл в новый состав Межсоборного присутствия, утверждённый 23 октября 2014 года решением Священного синода Русской православной церкви.
В связи с достижением 75-летнего возраста подал, согласно Уставу Русской православной церкви, прошение об уходе на покой. 3 июня 2016 года Священный синод отклонил прошение митрополита Исидора и благословил ему продолжить управление Екатеринодарской епархией.
Скончался 8 августа 2020 года после непродолжительной болезни из-за осложнений, вызванных коронавирусной инфекцией. Погребён 10 августа 2020 года в Екатерининском кафедральном соборе Краснодара.

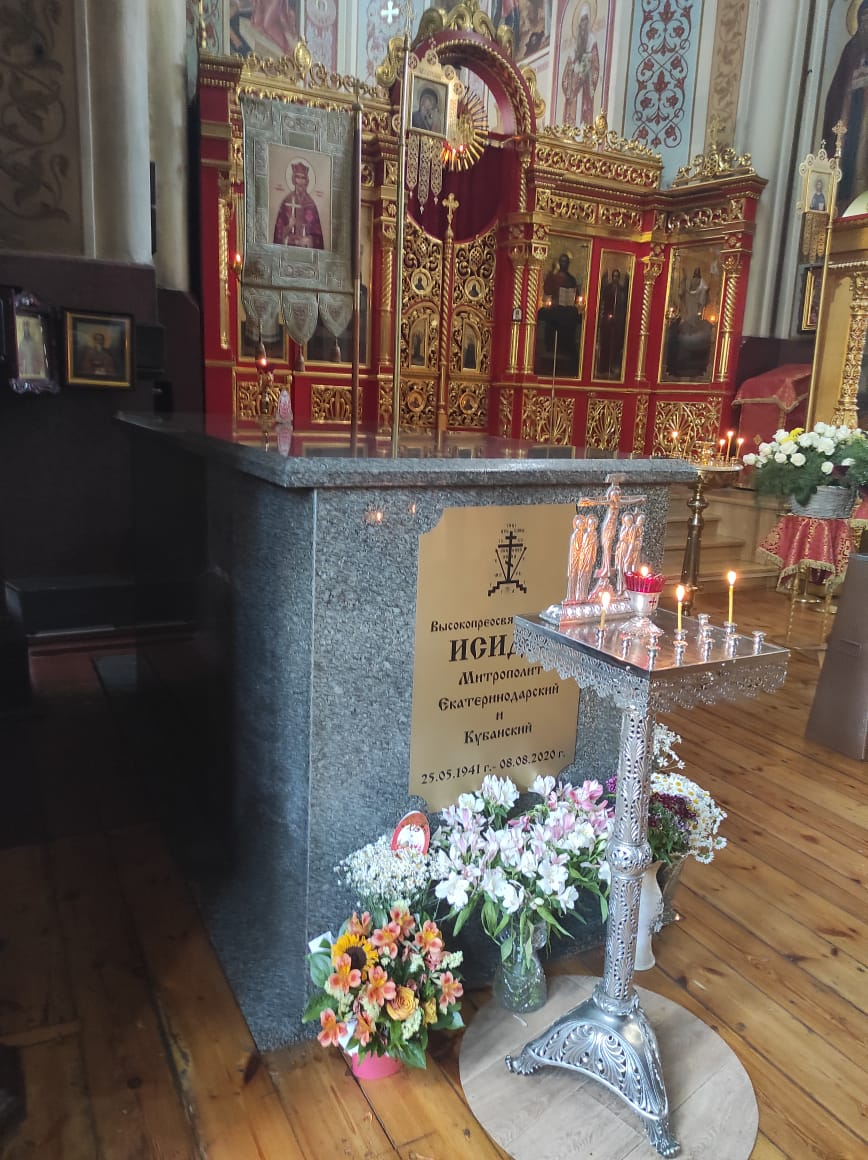
Гробница митрополита Исидора в кафедральном соборе великомученицы Екатерины. Краснодар

## Награды
Церковные:
- Орден святителя Иннокентия, митрополита Московского и Коломенского I степени (25 мая 2016)[8]
- Орден преподобного Сергия Радонежского I степени (1 февраля 2012)[9]
- Орден святого благоверного князя Даниила Московского II степени (1997)
- Орден преподобного Сергия Радонежского II степени (1986)
- Орден святителя Иннокентия, митрополита Московского и Коломенского, II степени (17 июля 2003)[10]
- Орден Гроба Господня (Иерусалимская православная церковь, 1978)

Государственные:
- Орден Почёта (29 мая 2007) — за большой вклад в развитие духовных и культурных традиций[11]
- Медаль ордена «За заслуги перед Отечеством» II степени № 47117 (28 декабря 2000) — за большой вклад в укрепление гражданского мира и возрождение духовно-нравственных традиций[12]

Региональные:
- Медаль «За вклад в развитие Кубани — 60 лет Краснодарскому краю» I степени (21 января 1999)
- Медаль «За заслуги перед Кубанью» I степени (30 мая 2016)[13]
- Медаль «Герой труда Кубани» (9 июня 2017) — за большой личный вклад в развитие духовно-нравственной культуры жителей Кубани и многолетнюю плодотворную деятельность

Ведомственные:
- Медаль «200 лет Министерству обороны» (Министерство обороны России, 30 августа 2002)
- Медаль «В память 125-летия уголовно-исполнительной системы России» (Министерство юстиции России, 2004)

Прочие:
- Нагрудный знак президиума Краснодарского краевого комитета защиты мира «Активисту борьбы за мир» (22 июня 1988)
- Знак отличия военнослужащих Северо-Кавказского военного округа «За службу на Кавказе» (10 апреля 2005)
- Золотая медаль «За миротворческую и благотворительную деятельность» (1 мая 2005)
- Наградной крест «За заслуги перед Кубанским казачеством» (10 октября 2005)
- Звание почетного профессора Института международного права, экономики, гуманитарных наук и управления имени Россинского (21 декабря 1999)
- Почётный гражданин городов Лабинска (2001), Курганинска (2001), Краснодара (2002).